# Mimacraea poultoni
Mimacraea poultoni är en fjärilsart som beskrevs av Sheffield Airey Neave 1904. Mimacraea poultoni ingår i släktet Mimacraea och familjen juvelvingar. Inga underarter finns listade i Catalogue of Life.